# Gaetano Mattioli
Gaetano Mattioli (Venezia, 7 agosto 1750 – 1815) è stato un violinista, direttore d'orchestra e compositore italiano.
Studiò musica prima a Venezia e poi a Parma, presso la scuola di Angelo Morigi. Si esibì dapprima in Italia, come violinista e direttore d'orchestra. Trasferitosi a Bonn al seguito di Andrea Luca Luchesi, dal 1774 fu primo violino e dal 1777 Konzertmeister e intendente amministrativo della Cappella elettorale. In Germania sposò la ballerina Maria Caterina Isabella Barbieri (morta il 17 marzo 1817) e fu consigliere di Max Friedrich, arcivescovo di Colonia ed elettore palatino. Rientrò in Italia nel giugno 1784.
Le sue ceneri sono conservate al Cimitero Monumentale della Certosa di Bologna, assieme a quelle della moglie, in un monumento funebre opera dell'architetto Angelo Venturoli e dello scultore Giovanni Putti.